# 秋葉原電腦組
《秋葉原電腦組》是1998年4月4日至9月26日于TBS系列播放的共26集电视动画。香港亞洲電視播映時稱為《電子寵物小美神》。1999年夏播出剧场版《秋葉原電腦組 2011年的暑假》。

## 故事簡介
2010年，東京的少女中流行一種叫“波特比”（香港譯為“巴達P”）的電子寵物。初中生花小金井雲雀從一個叫“王子”的人那裡得到一隻波特比，把它命名為“傳助”。後來雲雀遇到身份不明的敵人襲擊，傳助竟可以變成巨型戰士（迪瓦，港譯：迪瑪）幫助雲雀打退敵人。後來雲雀的朋友櫻上水雀和東十條鵜也受襲擊，她們的波特比也可以變成迪瓦戰鬥。雲雀便與她的朋友組成“秋葉原電腦組”應付敵人，後來有更多成員加入。

## 登場角色

### 秋葉原電腦組的五個女孩
- 花小金井雲雀（港譯：花小金井日張、配音員：島涼香/台灣：丘梅君） - 主角，秋葉原第三中學一年級生，傳助的主人。個性活潑開朗，沒有機心。在夢中常見到王子，後來王子送了一隻波特比給她。
- 櫻上水雀（櫻上水雀子、配音員：吉住梢/台灣：林凱羚） - 雲雀的同班同學及好朋友。
- 東十條鵜（東十條知古、配音員：淺川悠/台灣：謝佼娟） - 她的父親是東十條道場的主人，所以她自小已接受武術訓練，不過她另有夢想。
- 泉岳寺鷗（泉岳寺加摩、配音員：長澤美樹/台灣：賀世芳） - 從大阪來的女孩，把金錢看得很重要。
- 大鳥居燕（大鳥居巴美、配音員：林原惠/台灣：鄭仁君） - 長期在神秘團體「薔薇十字軍」（港譯：玫瑰十字軍）內生活。

### 秋葉原電腦組成員的波特比
- 傳助（配音員：新谷惠/台灣：林凱羚）

雲雀從王子那裡得到的波特比。有一對白色的翅膀，個性跟雲雀有些相似。
- 法藍西斯卡（配音員：堀江由衣/台灣：詹雅菁）

小雀的波特比。裝備有小型飛彈，會說很多話。
- 小鐵（配音員：熊井統子/台灣：鄭仁君）

小鵜的波特比。力氣大，頭上方裝有麥克風，平常可當成噴射器使用，可飛行。
- 福神（配音員：水田山葵/台灣：謝佼娟）

小鷗的波特比。跟主人一樣對金錢敏感，具有存錢及金屬探測的機能。
- 漂亮安吉（配音員：鶴弘美/台灣：林凱羚）

小燕的波特比。紫色，具有強烈的攻擊力，黑色的翅膀甚至可以斬斷鐵器。有把任何東西往嘴裡塞的壞習慣。

### 其他
- 龍我崎鷹士（配音員：台灣：劉傑）- 和云雀在梦里遇到的“王子”长相完全相同的男孩子。
- 葛林邦席泰克（港譯：古連伊·巴斯） - 雲雀遇到的“王子”，是科學天才，曾經加入薔薇十字軍，看到人類利用科技發明在戰爭中自相殘殺後感到失望。
- 龍我崎鷲羽 （配音員：台灣：符爽）- 秋葉原第三中學的校長，多年前創立薔薇十字軍，真正身份是「克里斯·羅珊巴姆」。
- 豪德寺純 - 敵人
- 祖師谷深山（祖師谷米雅） - 敵人
- 代官山鳩子（代官山哈巴多）（配音員：台灣：姜瑰瑾） - 敵人
- 泉岳寺司馬福郎 - 泉岳寺加摩的祖父。在秋葉原的城鎮徘徊來的日子的對策。飛行帽上的商標是好色爺爺，不過卻有非常好的頭腦，發揮出機械工學的優秀才能，也會製作出奇怪的道具。

## 各集列表
| 話数 | 原文副标题 | 中文标题       | 脚本       | 分镜                    | 演出              | 作画監督                |
| ---- | ---------- | -------------- | ---------- | ----------------------- | ----------------- | ----------------------- |
| 1    |            | Diva           | 長谷川勝己 | ふじもとよしたか        | 山口美浩          | 伊達巻                  |
| 2    |            | 黑色流星       | 長谷川勝己 | ふじもとよしたか        | 畠山茂樹          | 高橋勇治                |
| 3    |            | 人造人         | 網谷正治   | ふじもとよしたか        | 小川浩司          | 伊達巻                  |
| 4    |            | 死亡烏鴉       | 三井秀樹   | 櫻井弘明                | 高橋亨            | 川嶋惠子                |
| 5    |            | 雞蛇           | 山口宏     | ふじもとよしたか        | 山崎茂            | 高瀨言                  |
| 6    |            | 白色王子       | 植竹須美男 | 加瀨充子                | 山口美浩          | 岡辰也                  |
| 7    |            | 比利肯         | 長谷川勝己 | ふじもとよしたか        | 畠山茂樹          | 原巻                    |
| 8    |            | 第五人...      | 荒川稔久   | 桜井弘明                | 高橋亨            | 川嶋惠子                |
| 9    |            | 溫泉           | 網谷正治   | 加瀨充子                | 山崎茂            | 高瀨言                  |
| 10   |            | 決戰秋葉原     | 植竹須美男 | 信天翁・経堂            | 畠山茂樹          | 八巻 阿部宗孝（機械）   |
| 11   |            | 紅色鞋子       | 三井秀樹   | 安藤健 ふじもとよしたか | 山内富夫          | 中森良治                |
| 12   |            | 黑色Diva       | 山口宏     | 青木哲郎                | 早川ケンイチ      | 竹内昭                  |
| 13   |            | 燕子           | 長谷川勝己 | ふじもとよしたか        | 畠山茂樹          | 春巻                    |
| 14   |            |                | 堺三保     | 青木哲郎                | 山内富夫          | 高瀨言                  |
| 15   |            | 沙之城         | 高山治郎   | 毛利和昭                | 毛利和昭          | 牛島勇二                |
| 16   |            |                | 山口宏     | 桜井弘明                | 高橋亨            | 川嶋惠子                |
| 17   |            | 重生           | 三井秀樹   | 奥田誠治                | 山内富夫          | 中森良治 高橋勇治       |
| 18   |            | 奈落           | 網谷正治   | 加瀨充子                | 畠山茂樹          | 中森良治                |
| 19   |            | 假面           | 高山治郎   | 山口直樹                | 山内富夫          | 山波正太                |
| 20   |            | 羽翼展開之時   | 長谷川勝己 | 高橋亨                  | 高橋亨            | 川嶋惠子                |
| 21   |            | 召還           | 植竹須美男 | 青木哲郎                | 畠山茂樹          | 高瀨言 阿部宗孝（メカ） |
| 22   |            | 現今短暫的幻影 | 堺三保     | 毛利和昭                | 毛利和昭          | 牛島勇二                |
| 23   |            | 祭壇都市       | 山口宏     | 加戶譽夫                | 加戶譽夫          | 中森良治 竹内昭         |
| 24   |            | 失樂園         | 網谷正治   | 桜井弘明                | 高橋亨            | 川嶋惠子                |
| 25   |            | 旅行           | 長谷川勝己 | 佐伯昭志 鶴卷和哉       | 畠山茂樹 藤本義孝 | 中森良治                |
| 26   |            | Birth          | 長谷川勝己 | ふじもとよしたか        | 畠山茂樹 藤本義孝 | 後藤圭二 門之園惠美     |

## 動畫音樂
電視版片頭曲：
- “Birth”，奧井雅美主唱。

電視版片尾曲：
- “太陽之花”，奧井雅美主唱。

## 备注
1. ↑  Jonathan Clements, Helen McCarthy. . Stone Bridge Press. 2015  [2015-12-21]. ISBN 9781611729092. （原始内容存档于2019-06-11）.
2. ↑  TV -ON AIR- 版中不是
3. ↑  TV -ON AIR- 版中是上條修

## 外部連結
- アキハバラ電脳組｜作品紹介 : 株式会社 PRODUCTION REED （页面存档备份，存于）（日語）
- 『アキハバラ電脳組』のリテイクチェック情報（TVアニメ資料館） （页面存档备份，存于）（日語）
- みみずく堂へようこそ!! （页面存档备份，存于）（日語）